# Ferran (Tarragona)
Ferran es una localidad española del municipio de Tarragona, perteneciente a la provincia de Tarragona, en la comunidad autónoma de Cataluña.

## Historia
Hacia mediados del siglo XIX, el lugar, por entonces perteneciente al municipio de Tamarit, tenía contabilizada una población de 116 habitantes. Aparece descrito en el octavo volumen del Diccionario geográfico-estadístico-histórico de España y sus posesiones de Ultramar de Pascual Madoz con las siguientes palabras:

FERRAN: ald. en la prov., part. jud. y dióc. de Tarragona (1 leg.), aud. terr., c. g. de Barcelona (15). sit. en terreno llano, 1/4 leg. dist. de Tamarit, con cuyo pueblo forma ayunt. y de él depende en todo. (V.) pobl.: 24 vec., 116 alm. cap. prod.: 582,066. imp.: 17,461.
(Madoz, 1847, p. 46)

En la actualidad, pertenece al municipio de Tarragona. En 2023, la entidad singular de población tenía empadronados 164 habitantes y el núcleo de población, 61.